# Сорванец (фильм, 2011)
«Сорване́ц» (фр. Tomboy) — французская драма 2011 года режиссёра Селин Сьямма. Премьера в России состоялась 21 октября в рамках четвёртого кинофестиваля «Бок о Бок».

## Сюжет
Семья с двумя дочерьми, Лаурой и Жанной, переезжает на новое место. Старшая из дочерей, десятилетняя Лаура, типичный томбой: носит мальчишескую одежду и коротко стрижётся. В компании ребят во дворе она представляется мальчиком по имени Мигель. Лаура играет с ними в футбол, «водяную битву» и т.д. Чтобы подделать свою историю, она даже отрезает у купальника верхнюю часть, превращая его в плавки, а в пах кладёт подкладку из пластилина.
В «Мигеля» влюбляется сверстница Лиза и они впервые в своей жизни целуются. При этом Лиза удивляется, почему его нет в школьных списках учащихся на новый учебный год. Однако вскоре обман раскрывается: после драки Лауры с одним из мальчишек мать последнего приходит жаловаться к матери Лауры.
В итоге мать Лауры насильно надевает на девочку платье, а потом в таком виде идёт с ней домой сначала к побитому мальчику, а потом к Лизе. Через несколько дней компания ребят решает «проверить» пол «Мигеля» — они заставляют Лизу провести публичный осмотр.
Лаура замыкается на несколько дней. Заканчивается фильм тем, что она выходит на улицу и встречается с Лизой (как было в день их знакомства). На этот раз Лаура на вопрос, как её зовут, представляется своим настоящим именем.

## В ролях
- Зои Эран — Лаура
- Малонн Левана — Жанна
- Жанна Диссон — Лиза
- Софи Каттани — мать Лауры
- Матье Деми — отец Лауры

## Награды
- Главный приз фестиваля за лучший фильм Одесского международного кинофестиваля (2011)
- Специальный приз жюри Каннского международного кинофестиваля (2011)
- Специальный приз жюри Премии «Тедди» Берлинского международного кинофестиваля (2011)
- Премия Милоша Мацоурека — награда за полнометражный фильм для молодёжи на 51-м Международном фестивале фильмов для детей и юношества в Злине (Чехия) (2011)
- Приз жюри и приз зрительских симпатий Туринского ЛГБТ-кинофестиваля (2011)
- Приз зрительских симпатий Международного ЛГБТ-кинофестиваля в Сан-Франциско (2011)